# Зубалевич Матвій Валерійович
Матвій Валерійович Зубалевич (нар. 12 серпня 1988, м. Уфа, Російська РФСР) — російський та український актор театру і кіно.

## Життєпис
Матвій Зубалевич народився 1988 року разом з сестрою близняшкою в російському місті Уфа. Загалом у нього дві рідні сестри.
Матвій з дитинства займався різними видами спорту: східними єдиноборствами, легкою атлетикою, гірськолижним спортом.
Закінчивши 9 класів, вступив до Уфимського коледжу статистики, інформатики та обчислювальної техніки. Ставши студентом почав виступати на сцені — це змінило все його подальше життя. Отримавши диплом продовжив навчання на театральному факультеті Уфимської державної академії мистецтв імені Загіра Исмагилова.
Переїхавши до Москви в середині 2000-х років, проходив навчання під керівництвом персонального італійського коуча Андреа Калбуччі.

## Творчість
У кіно знімається з 2006 року. Загалом - у майже 40 фільмах, у 5 з яких зіграв головні ролі. 
Ставши фіналістом проекту «Ти-кінозірка!» (MTV Russia), отримав у 2007 році дебютну роль в молодіжній комедії «Зухвалі дні».

### Ролі в кіно
- 2020 — Не відпускай — Макс (головна роль)
- 2019 — Escape from Tarkov Raid — Скіф
- 2019 — Я все тобі доведу — Родзянко, слідчий
- 2019 — Як довго я на тебе чекала — Борис
- 2018 — Штамп в паспорті — Роман
- 2018 — Психологині-2 — Матвій
- 2018 — Контакт — Володимир Голенко (головна роль)
- 2016 — Психи — Гонза
- 2016 — Улюблена вчителька — Костя Смирнов, товариш Гната
- 2016 — Команда — Андрій Кравець, капітан міліції, старший оперуповноважений (головна роль)
- 2016 — Гроггі — В'ячеслав Кузнєцов (головна роль)
- 2015 — Перехрестя долі — Сірий
- 2014 — 2018 — Молодіжка — Олексій Смирнов, гравець № 13 (53-60-та серії)
- 2014 — Надія — Олексій Семенов
- 2014 — Мистецтво перемагати / Youth of the Nations (не був завершений) — Алекс
- 2013 — 2015 — Корабель — Роман Поломарчук (головна роль)
- 2013 — Останнє літо — Санчес
- 2013 — Одного разу і назавжди — Єгор Петров (головна роль)
- 2013 — Подвійне життя — Іван
- 2013 — Ангел чи демон — Микита
- 2012 — УГРО. Прості хлопці-4 — Костя Морозов (Фільм 4-й «Прийомні батьки»)
- 2012 — Петрович — Воробйов (Фільм № 3 «Вовк»)
- 2012 — Мент в законі-6 — Антон Агапов (Фільм № 1 «Гра в кістки»)
- 2012 — Дельта — Степан Савченко, рядовий (Фільм № 5 «Дезертири»)
- 2012 — Час кохати — Вася, син Світлани
- 2012 — Ангели війни — Андрій Хлистов, поліцай (головна роль)
- 2011 — 2012 — Закрита школа — Анатолій в молодості
- 2011 — Фізика або хімія — Юрій Харитонов, брат Романа, товариш Федора і Кіри (головна роль)
- 2011 — Дільничний — Корольков (Король)
- 2011 — Москва. Три вокзали — скінхед (37-ма серія «Гість з півдня»)
- 2011 — Лісове озеро — Артем, син Тоні і Миколи
- 2011 — Великі надії — Микита Брухаль, початківець актор
- 2010 — Таке звичайне життя — Вовчик
- 2010 — Знаки долі — днювальний (2-га серія)
- 2009 — 2010 — Татусеві доньки — Міньков
- 2009 — Перерваний політ Гаррі Пауерса — льотчик
- 2009 — Мовчазний свідок-3 — Костя Полуянов (в титрах Матвій Заболевич) (56-та серія «Підводний світ»)
- 2008 — 2011 — Універ — Кирило
- 2008 — Глухар — хуліган (в титрах Матвій Заболевич) (20-та серія «Герой?»)
- 2007 — Зухвалі дні — Михей
- 2006 — 2009 — Клуб — Гарік, фотограф-папараці

### У відеокліпах
- 2015 — пісня «Стоп, время!» Насті Крайнової[3].

## Бізнес
Має бізнес, пов'язаний з дистрибуцією автомобілів.
Вільно володіє англійською та німецькою мовами.